# فرودگاه شهری مورفریزبرو
{{جعبه اطلاعات فرودگاه
| نام =فرودگاه شهری مورفریزبرو
| نام محلی = 
| نام محلی-۱ = 
| نام محلی-۲ = 
| تصویر =MBT Murfreesboro.jpg 
| تصویر-عرض = 
| عنوان =
| تصویر۲ = 
| تصویر۲-عرض = 
| عنوان۲ =
| IATA = 
| ICAO =KMBT 
| FAA =MBT 
| TC = 
| LID = 
| GPS = 
| WMO =
| نوع =همگانی 
| مالک-مراقب =City of Murfreesboro 
| مالک = 
| گرداننده = 
| شهر بکار رفته شده =
| موقعیت = ایالات متحده آمریکا
| مرکز =
| جزء = 
| بکار رفته در = 
| فرمانده/مدیر = 
| ساکن = 
| metric-elev =
| ارتفاع از سطح دریا بر اساس فوت =۶۱۴
| ارتفاع از سطح دریا بر اساس متر =۱۸۷
| مختصات ={{nowrap|| وب‌گاه =۱۸/۳۶
| metric-rwy =
| آر۱-شماره =۳۸۹۸
| آر۱-طول-فوت =۱۱۸۸
| آر۱-طول-متر =آسفالت
| آر۱-ظاهر = 
| اچ۱-شماره =
| اچ۱-طول-فوت =
| اچ۱-طول-متر =
| اچ۱-ظاهر = 
| توضیح-سال =

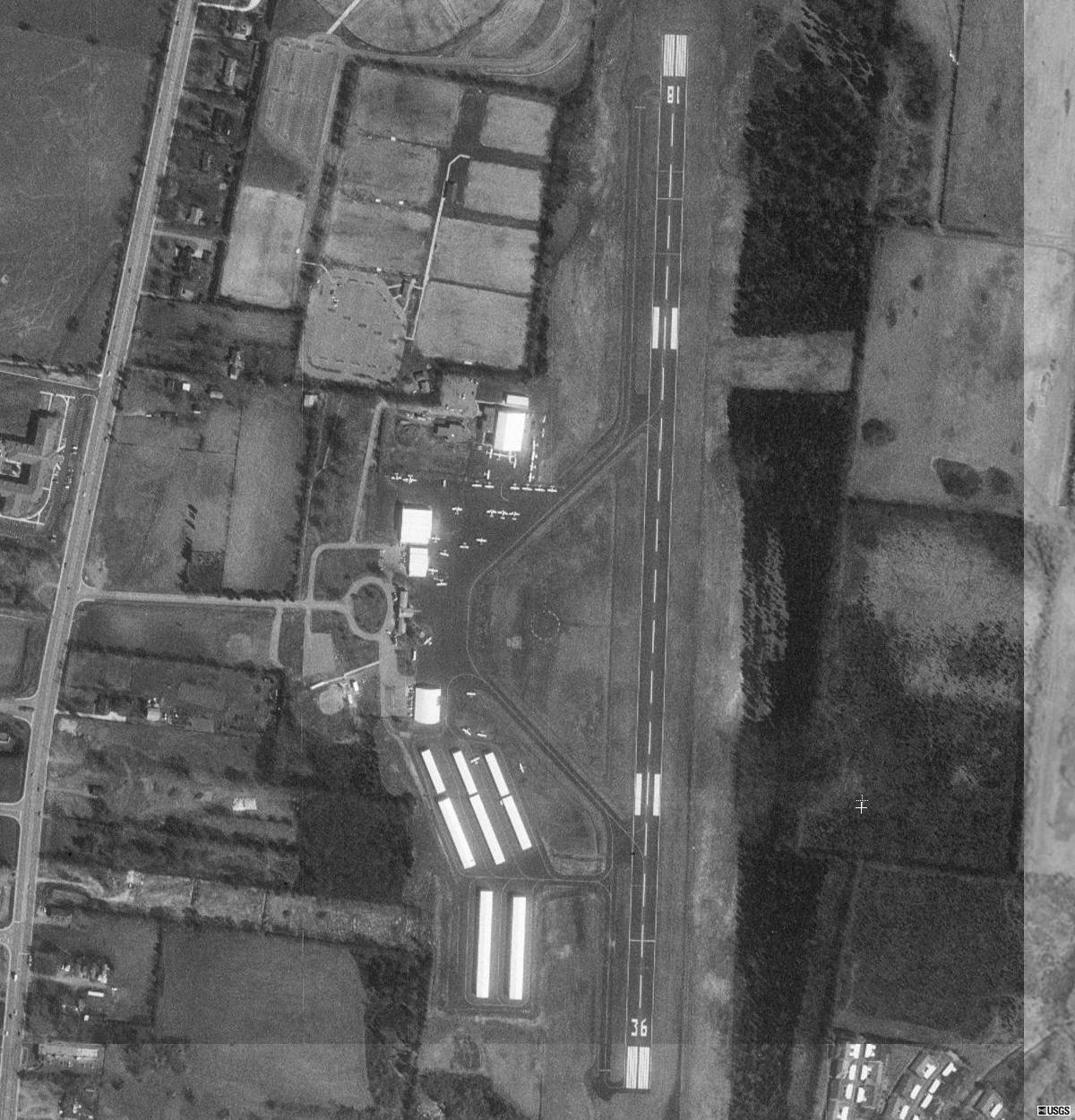
عکس هوایی فرودگاه مورفریزبرو

فرودگاه شهری مورفریزبرو (به انگلیسی: Murfreesboro Municipal Airport) یک فرودگاه همگانی است . این فرودگاه در کشور ایالات متحده آمریکا قرار دارد و در ارتفاع ۱۸۷ متری از سطح دریا واقع شده‌است.